# Elecciones a la Cámara de Representantes de Estados Unidos de 1878 en Maine
Las elecciones a la Cámara de Representantes de los Estados Unidos de 1878 en Maine se llevaron a cabo el 9 de septiembre de 1878 para elegir a los representantes del estado de Maine. Los 5 representantes de Maine en la cámara son distribuidos según el censo de 1870. Los representates sirvieron en el 46.º congreso desde el 4 de marzo de 1879 hasta el 4 de marzo de 1881. Las elecciones se celebraron en medio mandato, coincidiendo con las elecciones en el estado a gobernador.

## Resultados generales
Los resultados totales de cada partido en los 5 distritos.
|  | 45,22 % |

|  | 38,12 % |

|  | 16,66 % |

|  | 100 % |

### Resumen por distrito
| Distrito | Titular          | Partido     | Electo            | Partido     |
| -------- | ---------------- | ----------- | ----------------- | ----------- |
| 1.º      | Thomas B. Reed   | Republicano | Thomas B. Reed    | Republicano |
| 2.º      | William P. Frye  | Republicano | William P. Frye   | Republicano |
| 3.º      | Stephen Lindsey  | Republicano | Stephen Lindsey   | Republicano |
| 4.º      | Llewellyn Powers | Republicano | George W. Ladd    | Greenback   |
| 5.º      | Eugene Hale      | Republicano | Thompson H. Murch | Greenback   |

## 1.º distrito
El titular Thomas B. Reed ganó la reelección frente al resto de candidatos.
|  | 46,23 % |

|  | 32 % |

|  | 21,77 % |

|  | 100 % |

## 2.º distrito
El titular William P. Frye ganó la reelección frente al resto de candidatos.
|  | 49,20 % |

|  | 36,46 % |

|  | 14,34 % |

|  | 100 % |

## 3.º distrito
El titular Stephen Lindsey ganó la reelección frente al resto de candidatos.
|  | 44,39 % |

|  | 32,60 % |

|  | 23,01 % |

|  | 100 % |

## 4.º distrito
El titular Llewellyn Powers del partido republicano perdió la reelección frente a George W. Ladd del partido Greenback.
|  | 56,14 % |

|  | 43,86 % |

|  | 100 % |

## 5.º distrito
El titular Eugene Hale del partido republicano perdió la reelección frente a Thompson H. Murch del partido Greenback.
|  | 48,43 % |

|  | 42,28 % |

|  | 9,29 % |

|  | 100 % |